# Firehouse Subs
Firehouse Restaurant Group, Inc., marknadsför sig som Firehouse Subs, är en amerikansk snabbmatskedja som säljer främst smörgåsar. De hade för år 2021 totalt 1 213 restauranger och de var placerade i 46 amerikanska delstater, det amerikanska territoriet Puerto Rico samt Kanada. I USA hade de en total försäljning på nästan 1,1 miljarder amerikanska dollar för det året. Restaurangkedjan ägs av det kanadensiska förvaltningsbolaget Restaurant Brands International (RBI).
Restaurangkedjan grundades den 10 oktober 1994 när bröderna Chris och Robin Sorensen, båda arbetade som brandmän, öppnade en smörgåsrestaurang i Jacksonville i Florida. I oktober 2015 började man expandera internationellt, när man öppnade en restaurang i Oshawa, Ontario i Kanada. Den 15 november 2021 köpte RBI Firehouse för en miljard dollar.